# Darevskia dahli
Darevskia dahli is een hagedis uit het genus Darevskia en behoort tot de familie echte hagedissen (Lacertidae).

## Naam en indeling
Er is geen Nederlandse naam voor deze soort. De wetenschappelijke naam van de soort werd voor het eerst voorgesteld door Ilya Darevsky in 1957. Oorspronkelijk werd de wetenschappelijke naam Lacerta saxicola dahli gebruikt. De verouderde wetenschappelijke geslachtsnaam is Lacerta, deze wordt echter niet meer gebruikt.

## Uiterlijke kenmerken
De hagedis bereikt een kop-romplengte van ongeveer 6,5 centimeter, de totale lengte inclusief de lange staart is ongeveer 18 tot 19 cm. De lichaamskleur is bruin met een fijne donkere nettekening.

## Levenswijze
Deze soort is parthenogenetisch, dit betekent dat er alleen vrouwtjes zijn die zichzelf als het ware klonen. Ze houden een winterslaap, tot wel 6 maanden lang. Ze leggen in een seizoen 1 of meer legsels van 3 tot 5 eieren. Hun voedsel bestaat uit allerlei ongewervelden.

## Verspreiding en habitat
Het verspreidingsgebied is beperkt tot geïsoleerde populaties in de Kaukasus in Noord-Armenië en aangrenzend Zuid-Georgië op een hoogte van 900 tot 1700 meter.
De habitat bestaat uit relatief droge, heuvelige gebieden met rots- en steenformaties. Menselijke bebouwing wordt getolereerd, de hagedis is vaak te vinden op vervallen ruïnes en stenen muren.

## Beschermingsstatus
Door de internationale natuurbeschermingsorganisatie IUCN is de beschermingsstatus 'gevoelig' toegewezen (Near Threatened of NT). Dit komt omdat het verspreidingsgebied beperkt is, namelijk minder dan 5.000 km².